# Matilda bajor hercegnő
Matilda Ludovika bajor hercegnő (Herzogin Mathilde Ludovika in Bayern) (Possenhofen, 1843. szeptember 30. – München, 1925. június 28.), a bajor Wittelsbach-ház Pfalz–Birkenfeld–Gelnhausen mellékágának tagja, Erzsébet császárné és királyné húga.

## Élete
1843-ban született a hercegi család possenhofeni kastélyában, Miksa József bajor herceg és Mária Ludovika Vilma bajor királyi hercegnő negyedik leányaként.
1861. június 5-én ment feleségül sógorához, Lodovicóhoz, Trani grófjához, II. Ferencnek, Nápoly és Szicília királyának (1836–1894) öccséhez. (II. Ferenc király felesége pedig Matilda nővére, Mária Zsófia Amália hercegnő (1841–1925) volt). Házasságuk nem volt boldog.
Egy gyermekük született:
- Mária Terézia (1867–1909).

1886 júniusában Lodovico gróf egy szállodai szobában felakasztotta magát. Matilda hercegnő 39 évvel élte túl férjét, de többé nem kötött házasságot.